# 孔太
孔太（2月19日—），中國歌手，使用玄音（打通中音脉，Mid Register，引動五腔共鸣）唱法，被誉为「極限歌王」，音域超過四个八度（E1﹣A5）。他以「8849」一曲展現他過人的音域（最低音為A1，最高音為A5）。並曾在2001年人民大會堂諸多音樂界人士前展現自己的音域。2008年北京奧運時，他曾接受奧會邀請參與製作主題曲《同一個世界，同一個夢想》。

## 作品

### 單曲
- 《龍魂》
- 《8849》
- 《愛》
- 《奧運龍》
- 《沒時間去老》

### 專輯
- 《孔太精曲》，2007年
- 《奧運龍》，2008年